# Оберриден (Швабия)
Оберриден (нем. Oberrieden) — община в Германии, в земле Бавария.
Подчиняется административному округу Швабия. Входит в состав района Нижний Алльгой. Население составляет 1248 человек (на 31 декабря 2010 года). Занимает площадь 20,82 км².